# Mykoła Trusewicz
Mykoła Ołeksandrowicz Trusewicz (ukr. Микола Олександрович Трусевич, ros. Николай Александрович Трусевич, Nikołaj Aleksandrowicz Trusiewicz; ur. 9?/22 listopada 1909 w Odessie, Imperium Rosyjskie, zm. 24 lutego 1943 w Kijowie) – radziecki piłkarz grający na pozycji bramkarza, legenda Dynama Kijów. Zabity przez niemieckich okupantów.

## Życiorys
Zaczynał karierę piłkarską w drużynie Charczowyk Odessa w 1925. W latach 1933–1935 występował w zespole Dynamo Odessa.
W latach 1932–1935 występował w reprezentacji Odessy, w 1936–1940 w reprezentacji Kijowa oraz w 1934–1939 w reprezentacji Ukraińskiej SRR. Uczestnik zwycięstwa reprezentacji Ukraińskiej SRR w meczu z paryskim Red Star FC w 1935.
W 1936 przeszedł do Dynama Kijów. Z nim też odnosił największe sukcesy: Mistrz Ukrainy w 1936, srebrny medal mistrzostw ZSRR w 1936 (wiosna) i brązowy medal mistrzostw ZSRR w 1937. Uczestniczył też w zwycięskim meczu przeciwko reprezentacji klubów tureckich w 1936 oraz w meczu z reprezentacją Baskonii w 1937.
Był zdeklarowanym komunistą, po niemieckiej inwazji w 1941 wspierał radziecki ruch oporu. Zatrzymany przez okupantów, pod przymusem podpisał „deklarację posłuszeństwa”.
W 1942 w okupowanym Kijowie zorganizowano drużynę Start Kijów, w której to zebrano byłych piłkarzy Dynama Kijów i Łokomotywu Kijów. Trusewicz stał na bramce w legendarnym meczu śmierci, wygranym przez radzieckich piłkarzy nad niemiecką drużyną wojskową. Zatrzymany przez okupantów w piekarni, trafił do obozu koncentracyjnego.
24 lutego 1943 w Babim Jarze został rozstrzelany przez Niemców razem z innymi piłkarzami Startu Kijów: Iwanem Kuźmenką i Ołeksijem Kłymenką.

## Styl gry
Był jednym z najlepszych bramkarzy w Związku Radzieckim. Wśród kolegów obrońców ostatniej granicy wyróżniał się tym, że nie bał się grać na wyjściu. Jego występy zawsze zachwycały fanów.
Wydawało się, że oczami, skokami i rzutami całkowicie zasłonił pole karne. Nikołaj nie spieszył się z pozbyciem piłki, gdy tylko wpadła mu w ręce. Po namyśle, trawiąc coś w głowie, wysłał piłkę w celu natychmiastowego zorganizowania ataku.